# ولید عبدالله
ولید عبدالله (زادهٔ ۱۹ آوریل ۱۹۸۶ در ریاض) بازیکن فوتبال اهل عربستان سعودی است و در باشگاه فوتبال النصر عربستان سعودی در لیگ حرفه‌ای عربستان بازی می‌کند.
او در سال ۲۰۰۷ میلادی به تیم ملی فوتبال عربستان سعودی دعوت شد.

## تیم ملی
ولید عبدالله برای اولین بار برای جام ملت‌های آسیا ۲۰۰۷ به تیم ملی فوتبال عربستان سعودی پیوست. اولین بازی رسمی او در یک بازی دوستانه در مقابل تیم ملی امارات در ماه ژوئن سال ۲۰۰۷، که با برتری ۲-۰ عربستان سعودی همراه بود٬ به انجام رسید. او همچنین یک بازی دوستانه‌ی دیگر مقابل تیم ملی عمان انجام داد که با تساوی ۱-۱ همراه بود.